# 原宿町 (太田市)
原宿町（はらじゅくちょう）は、群馬県太田市にある地名（町丁）。郵便番号は373-0071。

## 概要
毛里田地区にある町丁。

## 地理
北部に渡良瀬川が流れており、栃木県足利市と接している。

### 近隣町丁
- 吉沢町
- 丸山町
- 清原町
- 只上町

## 世帯数と人口
2022年（令和4年）3月31日現在の世帯数と人口は以下の通りである。
| 町丁   | 世帯数  | 人口  |
| ------ | ------- | ----- |
| 原宿町 | 323世帯 | 735人 |

## 交通

### 鉄道
町内に鉄道は通っていない。

### 道路
- 国道122号
- 群馬県道・栃木県道254号丸山葉鹿線

## 施設
- ローソン太田原宿町店
- 渡良瀬スポーツ広場
  - サッカー場
  - ソフトボールグラウン